# 庶妃納喇氏 (清世祖)
庶妃納喇氏，出身不詳。清朝順治帝之庶妃。

## 生平
目前並不清楚納喇氏是在何時被順治帝收為後宮主位。納喇氏的初始位份應為格格級，因為順治朝的福晉級嬪御多為蒙古王公之女，而小福晉級嬪御多為八旗出身，並且曾經為順治帝生育子女。
順治十四年十月初六日子時，納喇氏生順治帝第六女（順治十八年二月夭折）。康熙八年，納喇氏與順治帝的其他幾位遺孀一起遷居到長春宮。康熙九年，順治帝的遺孀內有六位小福晉，其中董鄂氏、 穆克圖氏和唐氏的待遇略高於納喇氏等小福晉。康熙年間，納喇氏去世。孝東陵內葬有十七位格格，目前並不能確定納喇氏是否為其中一員。